# دينيس بتريتش
دينيس بتريتش (بالسلوفينية: Denis Petrić) هو لاعب كرة قدم سلوفيني في مركز حراسة المرمى، ولد في 24 مايو 1988 في ليوبليانا في سلوفينيا. شارك مع منتخب صربيا تحت 21 سنة لكرة القدم. أما مع النوادي، فقد لعب مع نادي أنجيه ونادي أوكسير ونادي إستر ونادي تروا ونادي كاسي كارنو.

## وصلات خارجية
- دينيس بتريتش على موقع الاتحاد الأوربي (الإنجليزية)
- دينيس بتريتش على موقع رابطة كرة القدم الفرنسية للمحترفين (الإنجليزية)
- دينيس بتريتش على موقع قاعدة بيانات كرة القدم.إي يو (الإنجليزية)
- دينيس بتريتش على موقع Soccerbase.com (لاعب) (الإنجليزية)
- دينيس بتريتش على موقع Soccerway.com (الإنجليزية)
- دينيس بتريتش على موقع عالم كرة القدم.نت (الإنجليزية)
- دينيس بتريتش على موقع AS.com (الإسبانية)